# Małgorzata Bieńkowska (biolog)
Małgorzata Maria Bieńkowska – polska zootechnik i entomolog, specjalizująca się w pszczelnictwie i pszczelarstwie.
Ma stopień doktora habilitowanego nauk rolniczych. Pracuje jako profesor nadzwyczajny w Instytucie Ogrodnictwa. Jest kierowniczką Pracowni Hodowli Pszczół w Zakładzie Pszczelarstwa w Puławach, redaktorem sekcji o hodowli pszczół czasopisma naukowego Journal of Apicultural Science oraz skarbnikiem Pszczelniczego Towarzystwa Naukowego.